# Hadato
株式会社hadato（hadato）は、東京都中央区に本社をおく企業。また、hadatoは同社が運営する美容サイトの名称である。

## 概要
hadato（ハダト）は2019年8月リリースした美容メディアで、コスメコンシェルジュなどの美容資格を保有するライターと編集者が、情報を発信している。 美容メディア以外にも、スキンケアアイテムの成分をまとめた美容成分図鑑 も提供している。

## 沿革

### 2019年
- 8月 - hadatoをリリース[1]
- 8月 - 美容成分図鑑をリリース[2]

### 2020年
- 6月 - 株式会社hadatoの設立